# Hybos mengqingae
Hybos mengqingae är en tvåvingeart som beskrevs av Yang och Patrick Grootaert 2006. Hybos mengqingae ingår i släktet Hybos och familjen puckeldansflugor. Inga underarter finns listade i Catalogue of Life.